# Egbert Swensson
Egbert Swensson   (Eggesin, 24 de maig de 1956) és un regatista alemany, ja retirat, que va competir sota bandera de la República Democràtica Alemanya entre les dècades de 1970 i 1980.
El 1980 va prendre part en els Jocs Olímpics d'Estiu de Moscou, on va guanyar la medalla de plata en la categoria de Classe 470 del programa de vela. Va compartir vaixell amb Jörn Borowski. En el seu palmarès també destaquen una medalla d'or al Campionat del món de vela, dues medalles d'or i una de plata al Campionat d'Europa de vela i cinc campionats nacionals.